# デシ・ボーターセ
デシ・ボーターセ（Desiré Delano "Dési" Bouterse、1945年10月13日 - 2024年12月23日）はスリナムの政治家、軍人。同国の大統領を務めた。

## 略歴
1945年10月13日生まれ。当時スリナムは、オランダの植民地であった。スリナムは、1973年にNPK（多くが黒人やムラートのクレオールからなる政党）がオランダ政府と完全独立のための交渉を始め、1975年11月25日に完全独立した。しかし、分離手当ては非常に実質的であり、独立後最初の10年間のスリナム経済の大部分がオランダ政府の対外援助からなった。
ボーターセは、1980年に陸軍上等兵曹であったとき、軍部のクーデターを主導した。ボーターセは政治の実権を掌握したのち、スリナムの社会主義化を進めソ連、キューバと親密な関係を築いた。当初はオランダの援助が存続していたが、1982年の反対派指導者の処刑事件により、オランダは援助を停止した。1983年にアメリカ合衆国が社会主義を掲げるグレナダに侵攻すると、スリナムとキューバの関係は悪化した。1986年にはボスネガー（アフリカ系の逃亡奴隷の子孫）の反乱による内戦が勃発し、国内は荒廃した。1987年11月の総選挙で軍部が敗退すると、1988年には新憲法のもとでジャンカル大統領が選出されスリナムは民政復帰を果たした。これにより軍政は終了し、ボーターセは政治の世界からいったんは身を引いた。
オランダが再び援助を再開したが、1990年にボーターセは再び軍事クーデターを起こした。クーデターによりオランダは再び援助を停止し、ジャンカル大統領は退陣した。1991年の総選挙ではフェネティアン大統領が選出され、ボーターセは再び政権を失い、スリナムは、アメリカ合衆国とオランダとの関係を回復した。1992年にはオランダによる人道的援助が再開され、ボーターセは軍司令官を辞任した。
ボーターセは2010年、大統領選挙で当選し、スリナム共和国第9代大統領に就任した。
2013年9月、息子であるディノ・ボーターセが、麻薬や武器密輸の容疑によりパナマの空港で逮捕され、アメリカに引き渡された。
2019年11月29日、スリナムの軍事法廷は、1982年に政敵15人を非合法的に処刑したとして、中国公式訪問中のボーターセに対し禁錮20年の有罪判決を言い渡した。
2020年5月25日執行の総選挙では野党・進歩改革党が21議席を獲得し第1党となり、ボーターセの与党・国民民主党は15議席にとどまった。
2023年の控訴審でも有罪が確定された後、逃亡を続けた。短期間の闘病の末、2024年12月23日に潜伏先の隠れ家で死亡した。79歳没。その日の夜にボーターセが死去したという噂が広がり、翌日にメディアが訃報を報じた。しかし、死亡した場所については公表されていない。